# Partido del Trabajo y la Equidad
El Partido del Trabajo y la Equidad (abreviado como ParTE o PARTE) es un partido político argentino fundado en la ciudad de Buenos Aires el 24 de mayo de 2012 y que obtuvo su registro como fuerza política nacional el 15 de mayo de 2017. Su objetivo era sostener el espacio político ligado a la figura de Alberto Fernández, tras su alejamiento del gobierno de Cristina Fernández de Kirchner (2007-2015).

## Historia
Al momento de lanzar el partido, Fernández sostenía la defensa de la gestión de Néstor Kirchner (2003-2007), fallecido en 2010, mientras que cuestionaba las falencias en el gobierno de su esposa y sucesora. El ParTE integró el Frente Renovador, liderado por el intendente de Tigre Sergio Massa, en las elecciones legislativas de medio término de 2013. El partido mantuvo una postura opositora tanto al gobierno provincial encabezado por Daniel Scioli como a la propuesta de un sector del kirchnerismo de buscar una reforma constitucional que habilitar a Fernández de Kirchner a ser reelegida por segunda vez. Por su parte, Fernández rechazó muchas de las acusaciones del resto de la oposición hacia el gobierno, afirmando que defendía la existencia de un «país real» entre el «país idílico» del oficialismo y el «país en caos» de la oposición. El ParTE logró su registro en la ciudad de Buenos Aires el 24 de junio de 2013.
El partido integró en Capital Federal la coalición Unidos por una Nueva Alternativa (UNA), para las elecciones presidenciales y legislativas de 2015, sosteniendo la candidatura presidencial de Sergio Massa, que se ubicó en el tercer puesto con el 21,39% detrás de Mauricio Macri (34,15%) y Daniel Scioli (37,08%). En mayo de 2017 obtuvo personería a nivel nacional luego de haber logrado registrarse en cinco distritos: la provincia de Buenos Aires, Salta, Tucumán, San Luis y la Capital Federal. En Buenos Aires integró la coalición Frente Justicialista Cumplir que postuló a Florencio Randazzo como primer candidato a senador, mientras que en Salta apoyó la lista que respaldaba al gobernador Juan Manuel Urtubey, y en Capital Federal, San Luis y Tucumán apoyó listas unificadas del peronismo local. En 2018, con el acercamiento de Fernández al kirchnerismo, el ParTE retornó también a este y participó en la conformación del Frente de Todos, que sostuvo a Fernández como candidato presidencial, con Cristina Fernández de Kirchner como candidata a vicepresidenta. La fórmula Fernández - Fernández obtuvo la victoria en las elecciones de 2019 con el 48,24% de los votos.El 21 de febrero de 2020, obtuvo personería jurídica en la provincia de La Pampa.Desde 2023 forma parte de la coalición electoral Unión por la Patria.